# Драгоман Тишинов
Драгоман Георгиев Тишинов е български публицист и писател. Пише под псевдонимите Драгомио Тичино, Дон Жуан и Marquis von Drag.

## Биография
Тишинов е роден на 12 септември 1887 година в Цариброд в семейството на кукушанина Георги Тишинов. Занимава се с литература и издава проза и поезия. Става най-дейният сътрудник на сатиричното списание „Остен“, като от брой 6 поема редактирането му в 1910 година. Тишинов публикува много произведения в стил хумористика, лирика, художествена проза и други. Публикува поезия в списание „Факел“ наред с други видни български поети.
Умира в 1915 година.